# Sarimodes taimokko
Sarimodes taimokko är en insektsart som beskrevs av Matsumura 1916. Sarimodes taimokko ingår i släktet Sarimodes och familjen sköldstritar. Inga underarter finns listade i Catalogue of Life.